# Мурахи (роман)
«Мурахи» — філософсько-фантастичний роман про тварин, написаний Бернаром Вербером та виданий у Франції в 1991 році видавництвом Альбен Мішель. Роман є першим томом трилогії «Мурахи».

## Історія

### Розвиток подій
Джонатан Уельс успадковує від свого дядька біолога Едмонда Веллса будинок та поселяється в ньому.
Він порушує адресоване у листі застереження дядька не спускатися у підвал і поступово знайомиться з його дослідженнями і відкриттями щодо мурах.
Герой також зустрічається із загадкою, головним ключем інтриги: «Як за допомогою шести сірників сформувати чотири рівносторонні трикутники?».
Разом з тим одного дня Джонатан зникає і після нього поступово зникає кожен хто вирушить на його пошуки.
В той же час, колонія мурах живе своїм життям у місті-мурашнику Бел-о-кан.
327-й, мураха самець, повідомляє королеву про те, що його групу знищила загадкова сила.
В ході подій 327-й знайомиться з 103683-м, безстатевою мурахою.

### Резюме
Книга виділяє два окремих світи, які в підсумку поєднуються, світ людей та світ мурах.

#### Світ людей
Твір починається статтею з Енциклопедії відносного і абсолютного знання.
Безробітному слюсарю Джонатану щастить: він успадковує будинок його дядька біолога та ентомолога Едмонда Уельса, розташований поблизу Фонтенбло де він оселяється зі своєю невеличкою сім'єю: жінкою Люсі, 9-річним сином Ніколя та псом Урзазатом.
Проте у будинку є особливість, про яку Джонатану розповість його бабуся, Августа Уельс і потім передасть онуку лист-заповіт дядька вказуючий ніколи не спускатись до підвалу будинку.
Окрім тієї таємниці заповіт також говорить про загадку, що дядько колись вже загадував Джонатану: як скласти чотири рівносторонніх трикутники з шести сірників? Лист не відповідає на загадку, проте говорить що для того щоби її відгадати " варто мислити по-іншому ". Розвиток подій починається коли домашній пес губиться у підвалі пробравшись туди через дірочку на вході. Тоді Джонатан, не зважаючи на лист Едмонда Вельса вирушає вниз його шукати. Через вісім годин Джонатан вертається із підвалу, шокований і тримаючий в руках розшматованого щурами пса. Ця таємнича ситуація настільки зацікавлює Джонатана, що він сприймає її як особистий виклик і вирішує з'ясувати чим в минулому займався Едмонд у підвалі.
Перед спуском герой консультується у професора Розенфельда щодо теми досліджень дядька — мурах Dorylus (читається «Дорілюс») і споряджається інструментами. Але проходить вже два дні і Джонатан ніяк не повертається, його сім'я (особливо жінка Люсі) хвилюється. У дивному сні Люсі говорить з Едмондом Уельсом, потім під впливом дивного передчуття вирушає шукати чоловіка.
Люсі теж зникає…
Таємниця розростається коли певний пан Гунь намагається проникнути в будинок Джонатана і заволодіти Енциклопедією відносного і загального знання, написаною Едмондом Уельсом.
Батько і мати пропавші безвісти, син звертається до поліції, яка у свою чергу починає розслідування.
Розслідуванням займаються комісар Більшем та інспектор Гален, два спеціалісти з дивакуватих справ. Отже, інспектор Гален вирішує разом з вісьмома рятувальниками дослідити підвал і звичайно…у теж зникає.
Не маючи батьків, Ніколя потрапляє до дитячого будинку де зустрічається і здружується з однолітками Жаном та Філопом. Одного дня він дивиться по телебаченню передачу певного професора Льодюка і впізнає в ній пана Гуня. Ніколя підозрює існування зв'язку між згаданою енциклопедією та зникненням його батьків, вважає що вони живі і в результаті втікає з дитячого будинку на їх пошуки.
Він повертається у свій будинок, спускається донизу та знаходить у підвалі надпис " Як зробити чотири рівносторонні трикутники із шести сірників? " Героєві вдається вирішити загадку, проте механізм не дозволяє йому повернутись назад.
Під натиском свого службового керівника (Соланж), Більшем вирушає до підвалу з шістьма жандармами та спорядженням. Комісар теж розгадує загадку, потім вмикається певний механізм і вся група зникає. Лише один жандарм повертається, але він згодом втрачає розум.
Помешкання Джонатана незабаром займається спадкоємицею другої черги в заповіті Едмонда — Августою Уельс. Наступним дослідником підвалу стає професор Льодюк, йому не вдається добратись до самого дна, проте Льодюк стане єдиною особою, що повернулася звідти і не зійшла з розуму.
Зустріч з Льодюком приносить Августі багато інформації, остання вирішує сформувати свою пошукову групу і розкрити таємницю підвалу познайомившись та поєднавшись в одну команду з Жазоном Бражельом, давнім другом Едмонда та професором Розенфельдом, минулим колегою Едмонда по експедиції до Африки.
Троє знайомих легко розгадують загадку «про сірники» і спускаючись далі потрапляють до тунелю перегородженого сіткою-пасткою, пробравшись всередину сітки група відчуває що пастка стискає їх та закриває хід назад. Продовжуючи йти група натрапляє на сходи, що ведуть доверху і що закінчуються особливою сходинкою-пасткою, наступивши на яку персонажі падають донизу в сітку. Зрештою вони потрапляють до великої підземної секретної кімнати.
Виявляється що всі, хто загубився у підвалі знаходяться у цій кімнаті і вона насправді є старовинним протестантським храмом захованим під землею. Герої дізнаються, що перешкоди, що закривають шлях назад із храму, розроблені Джонатаном за вказівками Едмонда Уелься, останній в свою чергу також розробив машину для спілкування з мурахами яка має форму мурахи-робота іменованого Доктор Лівінгстон. Вісімнадцять мільйонів мурах живуть понад кімнатою в місті Бел-о-кан і люди спілкуються з ними завдяки Доктору Лівінгстону.

#### Світ мурах
Бел-о-кан, мурашник з 18-ти мільйонів мешканців об'єднує 64 федерованих міст і знаходиться за 6 км від будинку Уельса (вулиця Сибарітів 3 в Парижі). Історія відбувається на початку весни, мурашник ледве-ледве прокинувся, але вже розпочав свою злагоджену роботу.
Мураха-воїн 105 пропонує 327-й мурасі-самцю вирушити на полювання до печери з теплою водою.
Вся група нараховує двадцять-вісім дорослих воїнів. Мурахи знайомляться із ґрунтом рухаючись колами, знаходять печеру із теплою водою з великою кількістю комах. І тут стається подія-зародок інтриги всієї історії: вертаючись додому 327-й віддаляється на секунду підібрати червону квітку і після повернення застає всю групу вбитою. 327-й слухає свої антени і вони підказують, що це справа рук секретної могутньої миттєвої зброї комах-карликів з міста Ші-ге-пу.
Мураха повертається з походу, повідомляє місту про небезпеку, але їй ніхто не вірить через відсутність очевидних доказів. 327-й вирішує відвідати королеву. Королева в свою чергу говорить що вона не займається нічим іншим крім відкладення яєць, що вона не командує іншими мурахами, що місто має зараз більш нагальні питання ніж ця неперевірена небезпека і що для вирішення справи 327-го вона може просто-напросто відкласти 28 нових яєць — рівно стільки, скільки було втрачено мурах в поході.
Незабаром на 327-му стається замах з боку комах із кам'яним запахом. Схопивши її, комахи забирають феромони з антен 327-го і несуть її в напрямку звалища. 327-й рятується дивом завдяки атаці дятла на комах.
Але не маючи кодових запахів (феромонів), 327-й опиняється в небезпеці всередині свого рідного мурашника. Наша мураха заходить до забороненого міста у пеньку дерева і знаходить 56-ту комаху-самку, яка його не розпізнає. Герої встановлюють прямий антенний контакт (пряме сполучення) і 327-й ділиться з новою знайомою своїми сумними пригодами. 56-та розуміє його, дарує декілька кодів-запахів і потім запрошує до свого помешкання з якого є можливість вийти непомітно через секретний вихід.
Подорозі пара зустрічає ще одну мураху, яка зацікавлюється історією 327-го, безстатевою «мурахою-солдатом» 103683.Троє вирішують спробувати переконати місто у важливості проблеми і вирушають з цією метою кожен у різному напрямку.
В той час коли комахи з кам'яним запахом знову нападають на 327-го та 56-ту, 103 683-й спілкується з іншими комахами міста і йому вдається переконати близько тридцяти мешканців міста в реальності проблеми. Комахи організовують зустріч на -50 поверсі, так глибоко щоб не дозволити іншим мешканцям міста помітити їх. Згодом трійця зустрічається знову, але цього разу їм знову потрібно втікати бо за ними женеться вже сто інших «комах-воїнів» прагнучих їх вбити. Щоб уникнути погоні троє виривають дірку в стіні, а потім замуровують себе із середини.
В підсумку втікачі потрапляють до нового приміщення і направляться на зустріч до союзників на -50 поверх. Протягом копання ґрунту мурахи засинають.
Пройшовши ще декілька негараздів мурахи добираються до місця зустрічі, проте бачать, що всі інші мурахи втратили свої мандибули.
Персонажів чекають безкінечні випробовування, які в результаті повернуть 56-ту до рідного міста, але вже як нову королеву і відкриють їй таємницю, так суворо приховувану комахами з кам'яним запахом.

## Проблематика
Роман пропонує занурення в тему комах у популяризованій (доступній для широкого кола читачів) формі.
У світлі підвалу Едмонда Уельса спільнота мурах представлена як підсвідомість людини, підземний світ, сповнений життя та тунелів. Це прихована частина нашої свідомості з якої ми помічаємо всього лише найповерхневішу частину-конус.

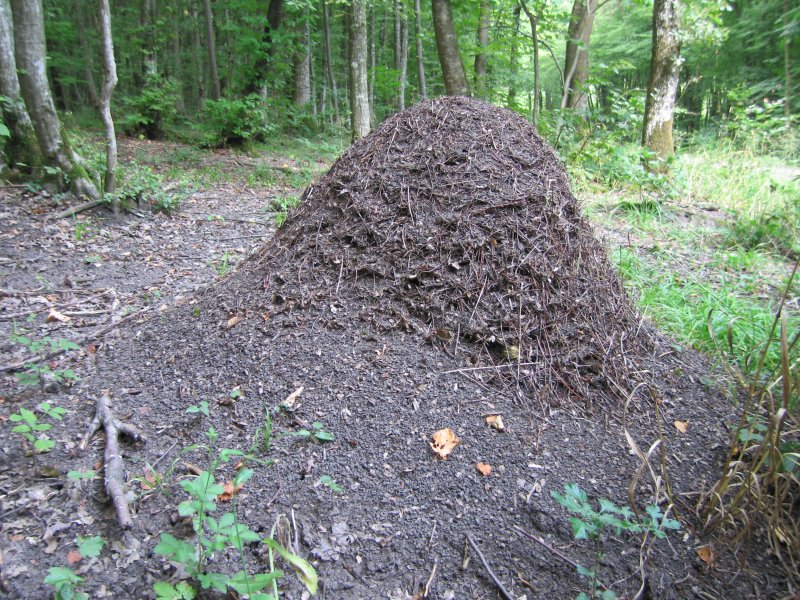
Мурашник на зразок міста Бел-о-кан

На думку автора дослідження прихованої частини є психоаналізом водночас як для нього, так і для читача, так само як кожен спуск чергового персонажу до підвалу спонукає персонажа роздумувати над власним життям.

## Критика
Спершу сприйнятий стримано, роман набуває з часом великого успіху і продається тиражем більше ніж 2 мільйони.
Поза Францією роман став особливо популярним у Південній Кореї.

## Видання в Україні
Вербер Б. Мурахи / пер. з фр. Ірини Серебрякової та Вікторії Гусенюк. — Львів: Видавництво Terra Incognita, 2018. — 272 с. — ISBN 978-617-7646-08-1